# Inno (singolo)
Inno è un singolo di Gianna Nannini, estratto dall'omonimo album e pubblicato il 6 dicembre 2013.

## Descrizione
L'omonimo brano ha come interpreti, nella parte corale, Roberto De Luca e Giovanni Veronesi, amici della cantante.

## Video musicale
Il videoclip, diretto da Giovanni Veronesi,è stato pubblicato il 7 dicembre 2013 attraverso il canale YouTube della cantante.